# Association internationale de la presse sportive

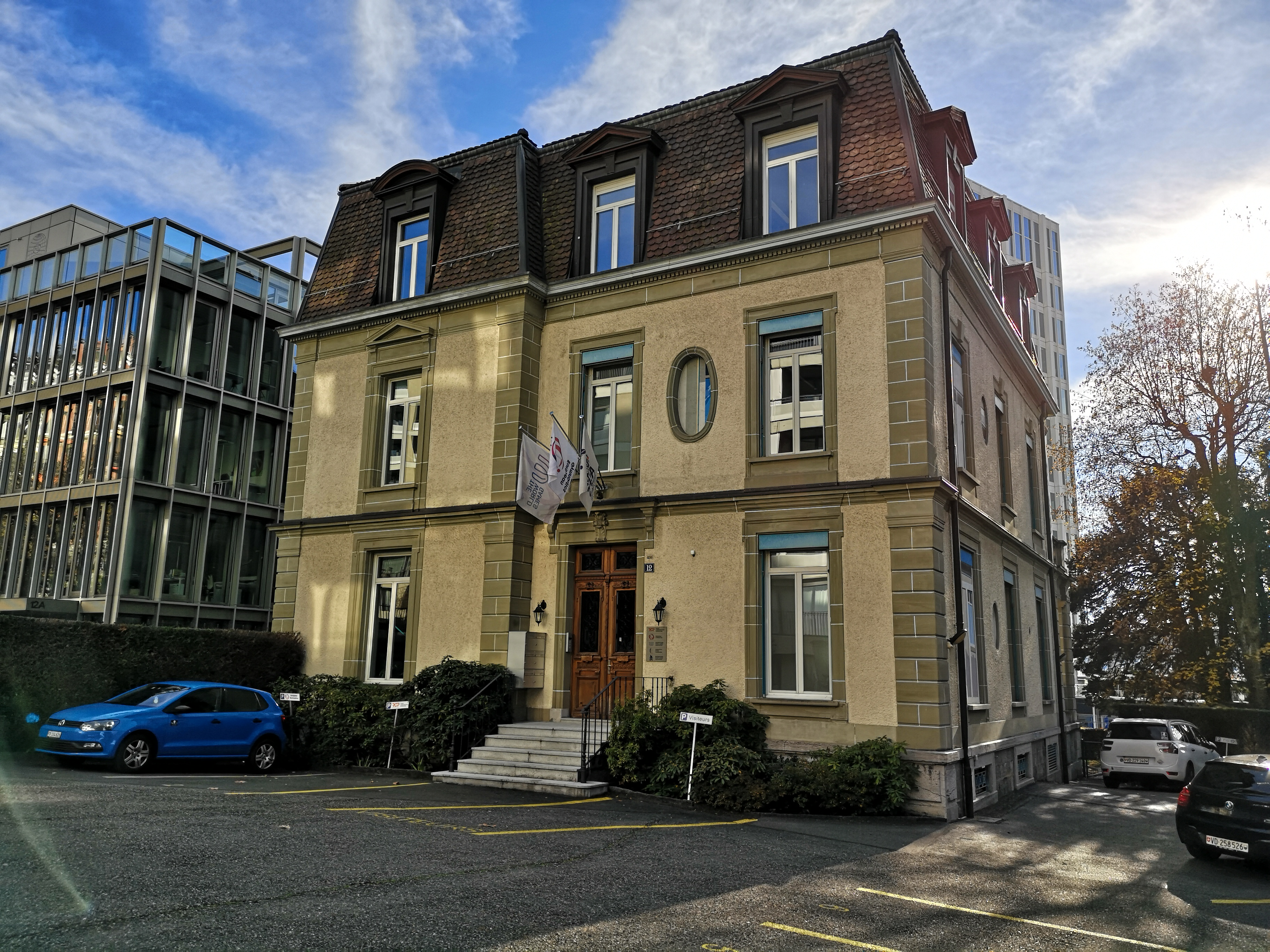
L'edificio in cui ha sede l'Associazione a Losanna

La Association internationale de la presse sportive (AIPS), in italiano «Associazione internazionale della stampa sportiva», è una associazione internazionale, membro di SportAccord, che raggruppa le associazioni dei giornalisti sportivi di tutto il mondo. Si riunisce regolarmente, ed al suo interno ogni membro conserva la propria autonomia ed indipendenza.

## Storia
È stata fondata nel 1924 ai Giochi olimpici di Parigi.